# 201497 Marcelroche
201497 Marcelroche este un asteroid din centura principală de asteroizi.

## Descriere
201497 Marcelroche este un asteroid din centura principală de asteroizi. A fost descoperit pe 2 mai 2003 la Mérida de Ignacio Ferrin și Carlos Leal. Asteroidul prezintă o orbită caracterizată de o semiaxă mare de 2,55 ua, o excentricitate de 0,29 și o înclinație de 12,4° în raport cu ecliptica.